# Mandevilla alvarezii
Mandevilla alvarezii là một loài thực vật có hoa trong họ La bố ma. Loài này được Daniel mô tả khoa học đầu tiên năm 1939.